# Полосатый оритурус
Полосатый оритурус (лат. Oriturus superciliosus) — вид воробьиных птиц из семейства Passerellidae, единственный в одноимённом роде (Oriturus). Ранее включался в семейство овсянковых.

## Экология
Встречается в тропических и субтропических влажных лесах гор Мексики, а также на лугах в умеренной зоне.

## Распространение
Эндемичный вид для Мексики.